# Kulltorp
För andra betydelser, se Kulltorp (olika betydelser).
Kulltorp är en tätort i Gnosjö kommun och kyrkby i Kulltorps distrikt (Kulltorps socken) i Jönköpings län.
Cirka 2 km öst om Kulltorp finns nöjesparken High Chaparral med västerntema. I Kulltorp finns även idrottsföreningen Kulltorps GOIF.
Kulltorp var tidigare centralort i Kulltorps landskommun, som upplöstes vid kommunreformen 1952. Kommunen delades då i Gnosjö storkommun och Bredaryds landskommun, som senare ombildades till Gnosjö kommun och Värnamo kommun.

## Befolkningsutveckling
| Befolkningsutvecklingen i Kulltorp 1950–2020            | Befolkningsutvecklingen i Kulltorp 1950–2020 | Befolkningsutvecklingen i Kulltorp 1950–2020 | Befolkningsutvecklingen i Kulltorp 1950–2020 | Befolkningsutvecklingen i Kulltorp 1950–2020 |
| ------------------------------------------------------- | -------------------------------------------- | -------------------------------------------- | -------------------------------------------- | -------------------------------------------- |
|                                                         |                                              |                                              |                                              |                                              |
| År                                                      |                                              |                                              | Folkmängd                                    | Areal (ha)                                   |
| 1950                                                    | 1950                                         |                                              | 231                                          | ##                                           |
| 1960                                                    | 1960                                         |                                              | 233                                          |                                              |
| 1965                                                    | 1965                                         |                                              | 233                                          |                                              |
| 1970                                                    | 1970                                         |                                              | 262                                          |                                              |
| 1975                                                    | 1975                                         |                                              | 297                                          |                                              |
| 1980                                                    | 1980                                         |                                              | 311                                          |                                              |
| 1990                                                    | 1990                                         |                                              | 348                                          | 73                                           |
| 1995                                                    | 1995                                         |                                              | 343                                          | 73                                           |
| 2000                                                    | 2000                                         |                                              | 336                                          | 73                                           |
| 2005                                                    | 2005                                         |                                              | 327                                          | 73                                           |
| 2010                                                    | 2010                                         |                                              | 334                                          | 75                                           |
| 2015                                                    | 2015                                         |                                              | 328                                          | 55                                           |
| 2020                                                    | 2020                                         |                                              | 368                                          | 81                                           |
| Anm.: ## Som tätort/befolkningsagglomeration 1920–1950. |                                              |                                              |                                              |                                              |

## Kända personer från Kulltorp
- Helena Hansson - svensk översättare
- Wilhelm Söderblom - svensk mästare i prickskytte 1948